# Horodateur

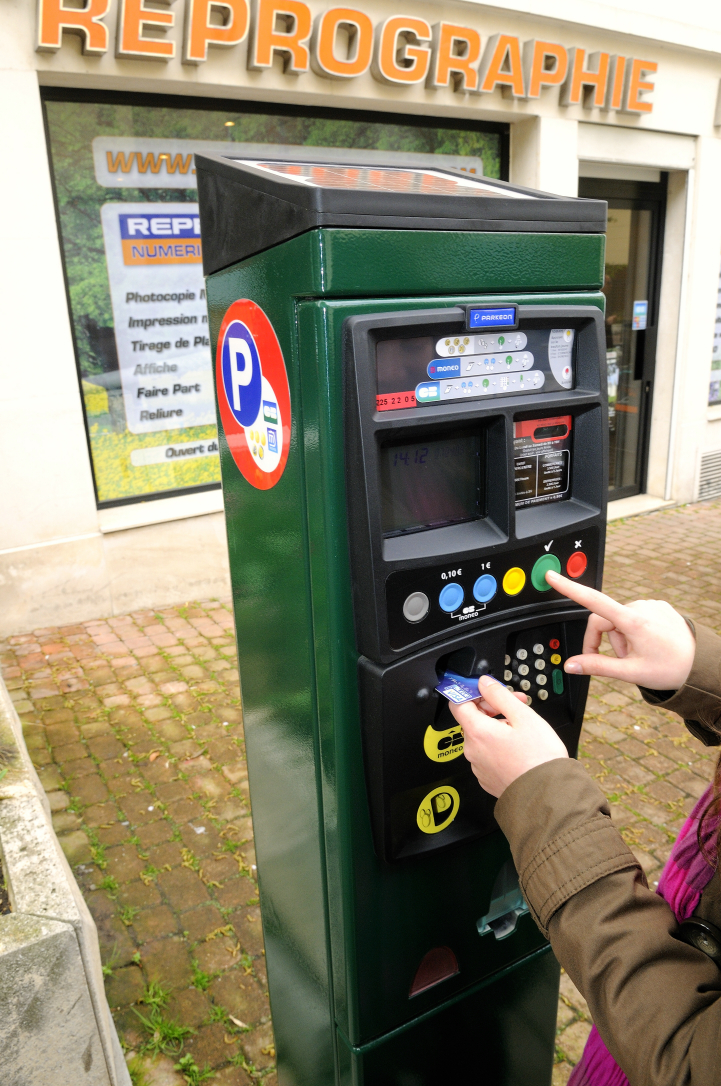
Un horodateur à paiement par carte bancaire à Besançon.

Un horodateur  (ou horodatrice) est un dispositif électro-mécanique permettant l'acquittement des droits de stationnement automobile. L'horodateur délivre un ticket de stationnement, indiquant l'heure et la date de l'acquittement des droits de stationnement ainsi que la durée du droit ainsi acquitté ou la date et heure de fin du droit acquitté. D'autres informations peuvent aussi figurer sur le ticket de stationnement telles que la zone, l'identification de la machine ayant délivré le titre, un code unique permettant d'identifier les tickets contrefaits, etc.

## Principe
L'horodateur est un élément important du système de gestion du stationnement mis en place dans de nombreux pays par les pouvoirs publics, afin de réguler le stationnement en zone urbaine et de favoriser la rotation des véhicules dans les zones de grosse fréquentation. Les coûts de stationnement sont généralement variables selon les zones tarifaires ou les caractéristiques (gabarit, résident...). Certains types d'horodateurs sont alimentés en électricité par des panneaux photovoltaïques.
Par abus de langage, on utilise parfois le mot parcmètre pour désigner un horodateur. À la différence d'un parcmètre qui ne permet le paiement que d'une, voire deux places de stationnement par dispositif, un seul horodateur permet la gestion d'un nombre élevé de places de stationnement.
On parle aussi d'horodateur pour les taxis, l'appareil fixé sur la plage arrière, côté droit du véhicule, visible de l’extérieur, affichant les heures de fin de service du conducteur et le quantième du jour correspondant à la programmation. Il peut servir également à une application de calcul de temps travaillé (punch)
En Belgique, l’installation et la gestion des horodateurs peuvent être confiées à des opérateurs privés. L’entreprise Rauwers, par exemple, a installé les premiers horodateurs à Schaerbeek en 1968 et reste un acteur actif dans plusieurs villes du pays.

## Utilisation
Un horodateur permet de calculer le temps à partir de plusieurs points d'entrée.
Certaines zones comportent des places numérotées au sol. Ainsi, l'usager saisit le numéro de sa place, paye pour la durée souhaitée puis n'a pas à retourner à son véhicule. Dans ce cas là, l'horodateur ne délivre pas un titre de stationnement mais un reçu, optionnel.
Enfin, il est également possible de payer via des applications numériques en saisissant sa plaque d'immatriculation. Dans ces cas là, des véhicules de contrôle automatique permettent de détecter les véhicules en infraction.